# Martin Kellerman
Martin Kellerman (Växjö, 24 dicembre 1973) è un fumettista svedese, noto per il fumetto Rocky.

## Biografia
Kellerman è stato influenzato da fumettisti americani e svedesi come Peter Bagge, Max Andersson, Robert Crumb, Harvey Pekar, Joe Matt e Mats Jonsson. Kellerman afferma che il suo lavoro assomiglia ad "una miscela tra fumetto davvero scuro e commerciale, roba come MAD. Ecco perché a "sono considerato un artista commerciale."
Dopo che la sua ragazza ha rotto con lui ed è stato licenziato dal suo posto di lavoro come disegnatore per una rivista pornografica, ha creato l'autobiografico divertente animale fumetto Rocky, uno scontroso cane amorevole e fumettista che vive a Stoccolma. Kellerman ha creato la striscia come un mezzo per esporre la situazione e divertente sua e dei suoi amici, ma inizialmente non lo prese molto sul serio. La striscia è stata ripresa dal quotidiano gratuito Metro e si è trasferito da giornale a giornale perché molte testate hanno annullato la striscia, in risposta alle denunce sul suo contenuto volgare e sessuale.